# Povegliano
Povegliano est une commune de la province de Trévise dans la Vénétie en Italie.

## Administration
| Période                                  | Période  | Identité          | Étiquette | Qualité |
| ---------------------------------------- | -------- | ----------------- | --------- | ------- |
| 14 juin 2004                             | En cours | Sergio Zappalorto |           |         |
| Les données manquantes sont à compléter. |          |                   |           |         |

### Hameaux
Camalò, Santandrà

### Communes limitrophes
Arcade, Giavera del Montello, Ponzano Veneto, Villorba, Volpago del Montello